# Simulium ogonukii
Simulium ogonukii es una especie de insecto del género Simulium, familia Simuliidae, orden Diptera.
Fue descrita científicamente por Takaoka, 1983.